# Échelon de tension
En électronique, notamment dans les domaines de la télécommunication, de l'automatique, et de la robotique, un échelon de tension est un signal électrique nul avant un instant t0, et de tension constante après cet instant.
On le modélise par la fonction de Heaviside quand une étude théorique est nécessaire, qui fut historiquement introduite par Oliver Heaviside pour le télégraphe. La déformation de ce signal est souvent importante, à cause des pertes ou des effets capacitifs et inductifs des lignes de transmission : cela explique la nécessité d'encoder les messages binaires sous forme de signaux analogiques.